# Christopher Cvetko
Christopher Brian Cvetko (Klagenfurt am Wörthersee, 2 aprile 1997) è un calciatore austriaco, centrocampista dell'Austria Klagenfurt.

## Carriera

### Club
È cresciuto calcisticamente nelle giovanili di varie squadre della sua città natale. Nel 2013 si trasferisce al Bolton, giocando per tre anni nelle giovanili del club inglese. Nel 2016 ha firmato il suo primo contratto da professionista con il Blau-Weiß Linz, formazione della seconda divisione austriaca. Dopo due stagioni, nel 2018 viene acquistato dal Juniors OÖ, società satellite del LASK. Proprio con il LASK viene convocato per due partite di campionato, rimanendo sempre in panchina. Nell'estate del 2020 si accasa all'Austria Klagenfurt, con il quale al termine della stagione 2020-2021, ottiene la promozione nella massima serie austriaca. Il 25 luglio 2021 debutta in Bundesliga, nell'incontro pareggiato in casa per 1-1 contro il Wolfsberger.

### Nazionale
Ha giocato nelle nazionali giovanili austriache Under-17, Under-18 ed Under-19.

## Statistiche

### Presenze e reti nei club
Statistiche aggiornate al 31 luglio 2022.
| Stagione        | Squadra            | Campionato      | Campionato | Campionato | Coppe nazionali | Coppe nazionali | Coppe nazionali | Coppe continentali | Coppe continentali | Coppe continentali | Altre coppe | Altre coppe | Altre coppe | Totale | Totale |
| Stagione        | Squadra            | Comp            | Pres       | Reti       | Comp            | Pres            | Reti            | Comp               | Pres               | Reti               | Comp        | Pres        | Reti        | Pres   | Reti   |
| --------------- | ------------------ | --------------- | ---------- | ---------- | --------------- | --------------- | --------------- | ------------------ | ------------------ | ------------------ | ----------- | ----------- | ----------- | ------ | ------ |
| 2016-2017       | Blau-Weiß Linz     | 1L              | 1          | 0          | CA              | 0               | 0               |                    | -                  | -                  |             | -           | -           | 1      | 0      |
| 2017-2018       | Blau-Weiß Linz     | 1L              | 28         | 0          | CA              | 1               | 0               |                    | -                  | -                  |             | -           | -           | 29     | 0      |
| 2018-2019       | Juniors OÖ         | 1L              | 26         | 0          |                 | -               | -               |                    | -                  | -                  |             | -           | -           | 26     | 0      |
| 2019-2020       | Juniors OÖ         | 1L              | 25         | 5          | CA              | 1               | 1               |                    | -                  | -                  |             | -           | -           | 26     | 6      |
| 2020-2021       | Austria Klagenfurt | 1L              | 27+2       | 3+0        | CA              | 4               | 0               |                    | -                  | -                  |             | -           | -           | 33     | 3      |
| 2021-2022       | Austria Klagenfurt | BL              | 31         | 1          | CA              | 4               | 1               |                    | -                  | -                  |             | -           | -           | 35     | 2      |
| 2022-2023       | Austria Klagenfurt | BL              | 2          | 0          | CA              | 1               | 2               |                    | -                  | -                  |             | -           | -           | 3      | 2      |
| Totale carriera | Totale carriera    | Totale carriera | 142        | 9          |                 | 11              | 4               |                    | -                  | -                  |             | -           | -           | 153    | 13     |